# Jani Viander
Jani Viander (Tuusula, 18 augustus 1975) is een voormalig profvoetballer uit Finland, die speelde als doelman gedurende zijn carrière. Hij beëindigde zijn actieve loopbaan in 2010 bij de Finse club HJK Helsinki. Behalve in Finland speelde Viander eveneens clubvoetbal in Engeland, Denemarken, Cyprus en Israël.

## Interlandcarrière
Viander kwam in totaal dertien keer uit voor de nationale ploeg van Finland in de periode 1999–2003. Hij maakte zijn debuut onder leiding van bondscoach Richard Møller-Nielsen op woensdag 3 februari 1999 in de vriendschappelijke wedstrijd tegen Griekenland (2-1 nederlaag) op Cyprus, net als Ville Priha, Matti Hiukka, Janne Salli en Jouni Räsänen.

## Erelijst
HJK Helsinki
- Suomen Cup

1998, 2000, 2008